# Necterosoma schoelleri
Necterosoma schoelleri är en skalbaggsart som beskrevs av Hendrich, Balke och Wewalka 2010. Necterosoma schoelleri ingår i släktet Necterosoma och familjen dykare. Inga underarter finns listade i Catalogue of Life.